# Iltutmish
Shams-ud-din Iltutmish fue un soberano del sultanato de Delhi y tercer miembro de la Dinastía de los esclavos, una dinastía de mamelucos fundada por Qutb-ud-din Aibak (c.1150-1210). Sucedió como sultán al efímero Aram Shah en 1211 y es considerado el consolidador de la dinastía y del sultanato. Reorganizó el sistema monetario y redistribuyó los feudos entre la nobleza, erigiendo numerosos edificios y monumentos, especialmente de índole religiosa musulmán. Fue el más importante sultán de Delhi, sin sucesor a su altura hasta la llegada al poder de Ghiyas ud din Balban (c.1200-1287) en 1266.

## Origen
Miembro de la tribu turca ilbari del Turquestán, fue vendido como esclavo por su propia familia. Pasó al mercado de Bujará y después a Gazni, donde lo compró el sultán Muhammad de Gur (c.1150-1206). Fue parte de su guardia personal gracias a su origen (los turcos eran apreciados como los mejores guerreros de la región), convirtiéndose en su consejero. Tiempo después fue comprado por Aibak, entonces virrey de Lahore. Rápidamente se volvió uno de los más fieles lugartenientes de este último, casándose con una de sus hijas y siendo nombrado gobernador sucesivamente de las ciudades de Tabarind, Gwalior y Baran. Tras su destacada actuación en la campaña contra los khokhar del Punjab en 1205-1206, recibió la manumisión por orden del sultán. 

## Reinado

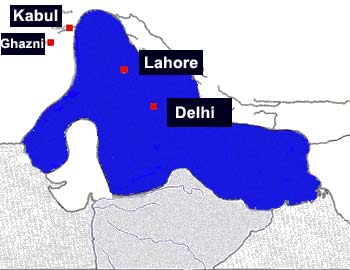
Mapa de los dominios de Iltutmish.

Gobernador de Badaun desde 1206, continuó como uno de los más leales seguidores de Aibak, cuando este murió en 1210 fue sucedido por el incompetente Aram Shah, pero un año después y con apoyo de numerosos nobles Iltutmish se alzó en armas, venció y dio muerte al sultán en Bagh-i-Jud, entrando en Delhi sin oposición. Tras hacerse con el poder traslada la capital de Lahore a Delhi. 
Los antiguos territorios de Aibak estaban en plena guerra civil tras su muerte. Nasir ad-Din Qabacha (m.1228), gobernador de Multan y Uch desde 1203 se había proclamado independiente. Ali Mardan Khilji había derrocado a Ghiyasuddin Iwaj Shah, gobernador de Lakhnauti desde 1208, y conquistado Bihar. Lahore era reclamada por Iltutmish, Qabacha y Tajuddin Yildoz de Gazni, hijo adoptivo de Muhammad; Iltutmish inicialmente aceptó que Yildoz conservara la urbe como gobernador. Los príncipes hindués (muizzi) deseaban su independencia y reclamaban Kannauj, Benares, Gwalior y Kalinjar. El fuerte de Ranthambore había sido reconquistado por los chauhan (casta guerrera hindú de la región). 
Iltutmish envió a su hijo mayor, Nasir-ud-din Mahmud, en una campaña en que conquistó  Budaun, Kanauj, Benaras y Rohilkhand,  mientras él mismo tomaba Awadh, Badaun, Benares y Siwalik. En 1215-1216, los jorezmitas ya habían expulsado a Yildoz de Gazni y a Qabacha de Lahore y conquistado gran parte del Punjab. El primero terminó por sublevarse contra Iltutmish, reclamando el trono de Delhi, pero fue vencido en Tarain y ejecutado en Badaun. Poco después, Qabacha recuperó Lahore pero en 1217 Iltutmish decidió acabar con él. Qabacha intentó huir a Multan, pero fue vencido en Mansura y debió refugiarse en Sind; sin embargo, Iltutmish no le atacó porque estaba más ocupado vigilando a los mongoles. Efectivamente, en 1221 Gengis Kan había vencido al shah jorezmita Jalal ad-Din Mingburnu (m.1231) en la batalla del Indo, obligando a Jalal ad-Din a huir al Punjab. Ahí, el exiliado se alió con los khokhar y capturó Lahore. Después le pidió a Iltutmish una alianza contra los mongoles, pero este temía demasiado a Gengis Kan y decidió marchar contra el exiliado. Jajal ad-Din abandonó Lahore y escapó a Uchch, venció a Qabacha, saqueó Sind y el norte de Guyarat y volvió a Persia en 1224. Los mongoles aprovecharon para saquear Multan en aquellos años. 
En 1212 Ali Mardan fue derrocado por Ghiyasuddin, quien se negó a pagar tributos a Delhi. El sultán marchó sobre él en 1225 y le obligó a someterse y a ceder Bihar. Decidió combatir a los rajput. Tomó el fuerte de Ranthambore en 1226 y Bayana, Ajmer, Sambhar y Mandsaur en 1227. En 1227 nombró a su hijo, Nasiruddin Mahmud, gobernador de Oudh y Awadh. Mahmud aprovechó que Ghiyasuddin estaba combatiendo en Assam para tomar Lakhnauti, capturar a su enemigo y ejecutarlo al poco tiempo, Ala-ud-din Jani fue nombrado gobernador de esa urbe. En 1228, en la cima de su poder, decidió acabar con Qabacha, quien estaba debilitado por luchar contra mongoles y Jajal ad-Din, capturó Uchch, Sind, Multan y el fuerte de Bhakkar, a orillas del Indio, donde Qabacha se ahogó intentando cruzarlo para huir. Durante 1228-1229 recibió a emisarios del califa abasí al-Mustánsir de Bagdad, quienes le reconocieron formalmente como sultán de Delhi. En 1229 el príncipe Mahmud murió y los príncipes de Bengala se alzaron en armas, la rebelión acabó cuando el sultán reconquistó Lakhnauti en 1230.

## Últimos años
Finalmente, combatió a los chauhan. En 1230 tomó Nagaur y en 1231 Gwalior tras un año de asedio. Sin embargo, tuvo que retirarse de Guyarat al no poder vencer a los chalukias. En 1235 saqueó Ujjain. Murió el 28 de abril de 1236 y fue sucedido por su hijo Rukn ud din Firuz.